# كيني دالغليش
السير كينيث ماتيوسون دالغليش (بالإنجليزية: Kenny Dalglish)، من مواليد 4 مارس 1951 في دالمارنوك في غلاسغو في اسكتلندا، لاعب كرة قدم اسكتلندي سابق ومدرب كرة قدم يعتبر أحد أفضل اللاعبين الذين مروا في تاريخ نادي ليفربول الإنكليزي، وقد لقبه جمهور النادي بـ (الملك كيني)، كما اختاره بيليه ضمن قائمة أفضل 125 لاعب حي في مارس 2004.
وقد قلدته ملكة بريطانيا في عام 2018 لقب الفارس نظير إنجازاته في عالم كرة القدم
بدأ دالغليش مسيرته الكروية مع نادي سيلتك في عام 1969، وقد لعب معهم حتى عام 1977، وقد شارك في تلك الفترة في 204 مباريات وسجل 112 هدف، وفي عام 1977 انتقل نادي ليفربول الإنجليزي، ولعب معهم حتى عام 1990، وقد شارك معهم في تلك الفترة في 355 مباراة وسجل 118 هدفاً.
و قد لعب مع منتخب اسكتلندا لكرة القدم في كأس العالم لكرة القدم 1974 وكأس العالم لكرة القدم 1978 وكأس العالم لكرة القدم 1982، وقد شارك مع المنتخب في 102 مباراة وسجل 30 هدف.
و قد درب منذ عام 1985 وحتى عام 1991 نادي ليفربول الإنجليزي، ومنذ عام 1991 وحتى عام 1996 درب نادي بلاكبيرن روفرز، وفي موسم 1997/1998 درب نادي نيوكاسل يونايتد الإنجليزي، وفي عام 2000 درب نادي سيلتك الإسكتلندي. وفي صيف عام 2009 عرض عليه المدير الفني في نادي ليفربول رافائيل بينيتز العودة إلى النادي ليتسلم مهام الإشراف على أكاديمية النادي.ويعود في شتاء عام 2011 إلى نادي ليفربول ليتولى تدريب الفريق خلفًا للمدرب الأسبق روي هودجسون الذي اقيل مؤخرا وعاد لنفس المنصب الذي غادره فالأنفيلد قبل 20 سنة.
في يوم 16 مايو 2012 قرر مالك النادي (جون هنري) إقالة الملك كيني بطريقة لم تعجب كثير من مشجعي ليفربول.حصل دالغليش على لقب فارس عام 2018 تقديراً لعمله الخيري ودعمه لعائلات هيلزبورو بالإضافة إلى إنجازاته في كرة القدم.

## مسيرته الكروية
لعب كيني دالغليش خلال مسيرته الاحترافية مع ناديين في واحد وعشرين موسمًا وسجل خلالها 234 هدفًا ضمن 559 مباراة. حيث فاز في سبعة مواسم بالكأس وفي أربعة عشر موسمًا بالدوري.
خاض كيني دالغليش مسيرته مع نادي سلتيك في موسم 1969–70 ليلعب معه ثمانية مواسم، مشاركًا في 204 مباراة سجل خلالها 116 هدف. ثم انتقل إلى نادي ليفربول في موسم 1977–78 ليلعب معه ثلاثة عشر موسمًا، حيث شارك في 355 مباراة سجل خلالها 118 هدف.